# Rokas Uscila
Rokas Uscila (* 6. Juli 1974 in Vilnius) ist ein litauischer Kriminologe, Viktimologe, Jurist und Politiker, Vizeminister, stellvertretender Justizminister Litauens.

## Leben
Nach dem Abitur  an der Mittelschule absolvierte er von 1993 bis 1998 das Diplomstudium der Rechtswissenschaften. Er promovierte von 1998 bis 2003 zum Thema Interaktion zwischen Opfer und Täter: eine viktimologische Perspektive an der MRU-Universität in der litauischen Hauptstadt Vilnius. Ab 2003 als Lektor, von 2005 bis 2020 als Dozent lehrte er am Lehrstuhl für Kriminologie der Fakultät für Rechtswissenschaft, am Lehrstuhl für Strafrecht und Strafvollzug und am Lehrstuhl für Mediation der Fakultät für Sozialpolitik der MRU. Von 2003 bis 2011 war er Leiter des Programms für den sozialen und rechtlichen Schutz von Verbrechensopfern am Zentrum für Verbrechensverhütung in Litauen.
Von 2011 bis 2012 und von 2016 bis 2018 war er stellvertretender Direktor und 2018 arbeitete er als Senior Research Fellow der Kriminologischen Forschungsabteilung am Litauischen Rechtsinstitut.
Von 2012 bis 2015 arbeitete er als leitender Berater des Direktors des Departments für Strafvollzug des Justizministeriums der Republik Litauen.
Von 2015 bis 2016 war er stellvertretender Direktor der Stadtverwaltung Vilnius.
Von Dezember 2020 bis Juli 2023 war er Berater der Justizministerin Ewelina Dobrowolska.
Seit Juli 2023 ist er ihr Stellvertreter am Justizministerium Litauens  im Kabinett Šimonytė, geleitet von Ingrida Šimonytė.